# 兴唐街道
兴唐街道是中华人民共和国河南省南阳市唐河县下辖的一个街道办事处。

## 行政区划
兴唐街道下辖以下村级行政区划单位：
谢岗村、大张庄村、邢庄村、景庄村、段湾村、南张湾村和小常庄村。